# اسپرس شاهوئی
اسپرس شاهوئی (نام علمی: Onobrychis schahuensis) نام یک گونه از سرده اسپرس است.